# Sunstroke PM
Sunstroke PM er et funkband fra Århus som i 2009 udsendte deres debutalbum. Albummet er et livealbum som blev optaget 5. maj på Voxhall i Århus.

## Free To Funk
Bandet fik en del opmærksomhed i Danmark, da de annoncerede eventen "Free To Funk" den 1. april. Selvom mange måske troede det var en aprilsnar, så annoncerede bandet, at de første 100 gæster med en fribillet afhentet i en af "Stereo Studio"s musikforretninger i Århus, ville få 100 kroner for at møde op. Formålet var at fylde salen når der skulle optages livealbum samt DVD.